# Ernst II av Sachsen-Gotha-Altenburg
Ernst II Ludwig, hertig av Sachsen-Gotha-Altenburg, född 30 januari 1745 i Gotha, död 20 april 1804 på samma ort, var en tysk furste som tillträdde regeringen 1772 och till sin död var furste av hertigdömet Sachsen-Gotha-Altenburg i Thüringen och tillhörde ättelinjen Sachsen-Gotha-Altenburg. Han var son till Fredrik III av Sachsen-Gotha-Altenburg och dennes hustru och kusin Luise Dorothea av Sachsen-Meiningen (1710-1767).
Han upphjälpte landets, genom sjuårskriget, förstörda finanser, främjade vetenskap och konst samt arbetade på undervisningsväsendets förbättring. Till sina rådgivare valde han de bästa män han kunde finna, stod i förbindelse med den franska upplysningstidens mest framstående tänkare och författare samt omfattade själv filantropiska och kosmopolitiska idéer. Han var medlem av illuminatiorden, som var en medelpunkt för strävanden i denna riktning. 
I den yttre politiken slöt han sig till det av Fredrik II bildade fursteförbundet. Han förbjöd alla främmande värvningar inom sitt land och avslog kung Georg III av Storbritanniens begäran att för en stor summa pengar få låna trupper till amerikanska revolutionskriget.

## Barn
- Ernst (1770–1779), kronprins av Sachsen-Gotha-Altenburg
- August av Sachsen-Gotha-Altenburg (1772–1822, Carl XVI Gustafs farmors farfars morfar)
- Friedrich IV. (1774–1825)
- Ludwig (*/† 1777)